# Miliusa amplexicaulis
Miliusa amplexicaulis är en kirimojaväxtart som beskrevs av Henry Nicholas Ridley. Miliusa amplexicaulis ingår i släktet Miliusa och familjen kirimojaväxter. IUCN kategoriserar arten globalt som livskraftig. Inga underarter finns listade i Catalogue of Life.